# دانشگاه ایسلند
دانشگاه ایسلند (ایسلندی: Háskóli Íslands) یک دانشگاه تحقیقاتی عمومی در ریکیاویچ، ایسلند است و قدیمی‌ترین و بزرگترین موسسه آموزش عالی در این کشور است که در سال ۱۹۱۱ تأسیس شده‌است، این داشنگاه از یک مدرسه کوچک کارمندان دولت، به یک دانشگاه جامع مدرن تبدیل شد، و به‌طور پیوسته در حال رشد است. برای حدود ۱۴۰۰۰ دانشجو در بیست و پنج دانشکده ظرفیت دارد. تدریس و تحقیق در رشته‌های علوم اجتماعی، علوم انسانی، حقوق، پزشکی، علوم طبیعی، مهندسی در این داشنگاه انجام می‌شود و همچنین در زمینه آموزش مدرسان نیز فعال است.

## تاریخیچه
دانشگاه ایسلند توسط آلدینگ در ۱۷ ژوئن ۱۹۱۱ تأسیس شد و سه مؤسسه قبلی را با هم متحد کرد: دبیرستان، دانشکده پزشکی و دانشکده حقوق که به ترتیب الهیات، پزشکی و حقوق تدریس می‌کردند. این دانشگاه در ابتدا علاوه بر دانشکده علوم انسانی، فقط برای این سه رشته دانشکده داشت. در سال اول فعالیت ۴۵ دانشجو ثبت نام کردند. اولین رؤسای دانشگاه بورتم السن، استاد دانشکده علوم انسانی بود.

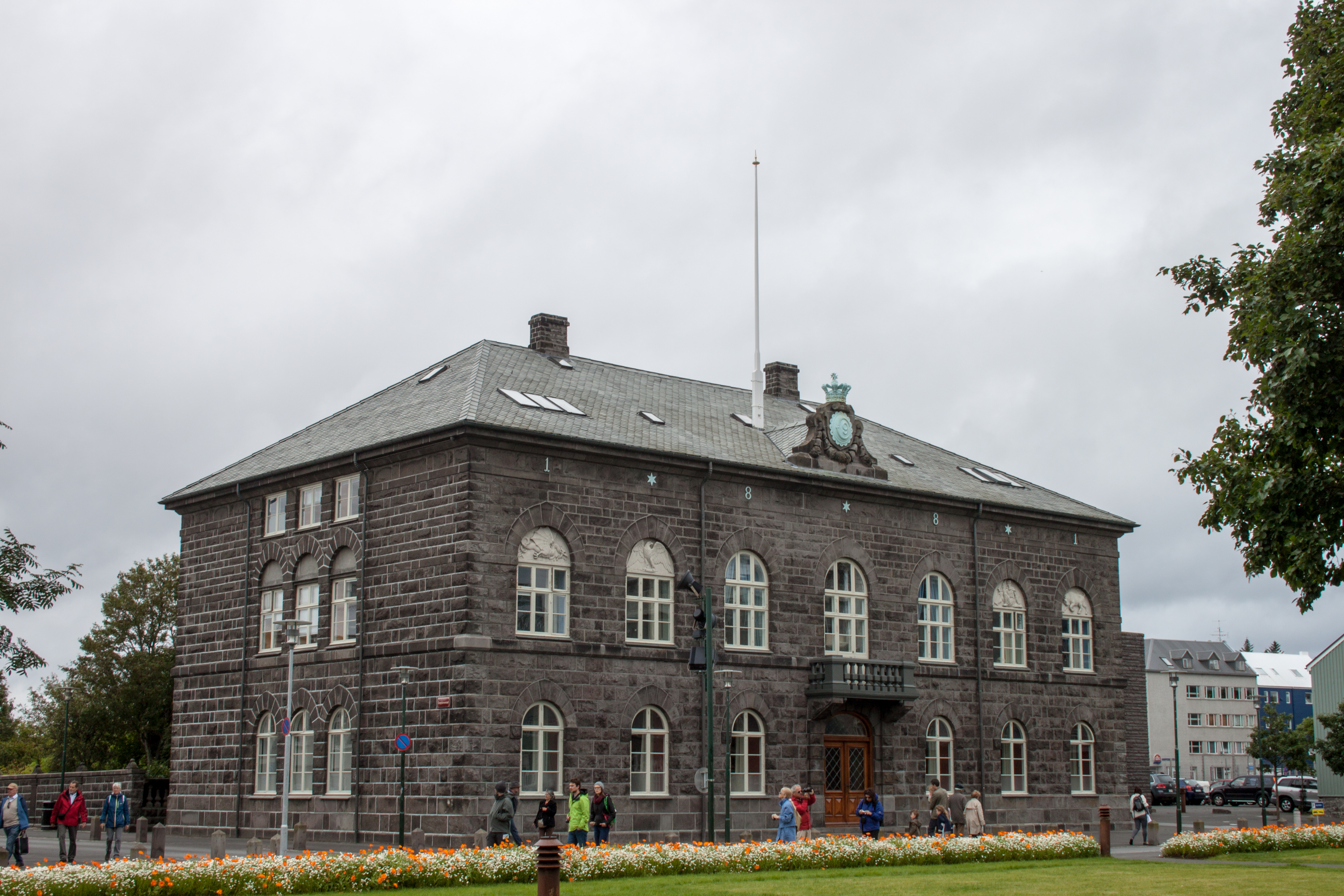
قوه مقننه در ریکیاویچ

## محوطه دانشگاه

### ساختمانهای مدرسه
پردیس اصلی دانشگاه چسبیدهبه جنوب غربی تالاب در مرکز ریکیاویچ قرار دارد. در کل حدود ۱۰ هکتار را شامل می‌شود.

## دانشگاهیان
علاوه بر دانشکده‌های مهم، مؤسسات تحقیقاتی متعددی وجود دارد که به دانشگاه وصل می‌شوند. دانشگاه ایسلند با داشتن بیش از ۷۰۰ معلم معتبر، بیش از ۲٬۰۰۰ معلم غیرمجاز و حدود ۳۰۰ محقق و مدیر، بزرگترین محل کار مجرد در ایسلند است.

## زندگی دانشجویی

### بودجه دانشجویی
دانشگاه ایسلند یک دانشگاه دولتی و دارای بودجه دولتی است و به همین دلیل شهریه را نیز پرداخت نمی‌کند (گرچه هزینه ثبت نام نیز باید پرداخت شود). از نظر هزینه‌های زندگی، اکثر دانشجویان دانشگاه ایسلند یا برای تأمین بودجه تحصیلات خود به صورت پاره وقت کار می‌کنند یا وام دانشجویی را با نرخ سود مطلوب از صندوق وام دانشجویان ایسلند دریافت می‌کنند.

## اعضای هیئت علمی قابل توجه

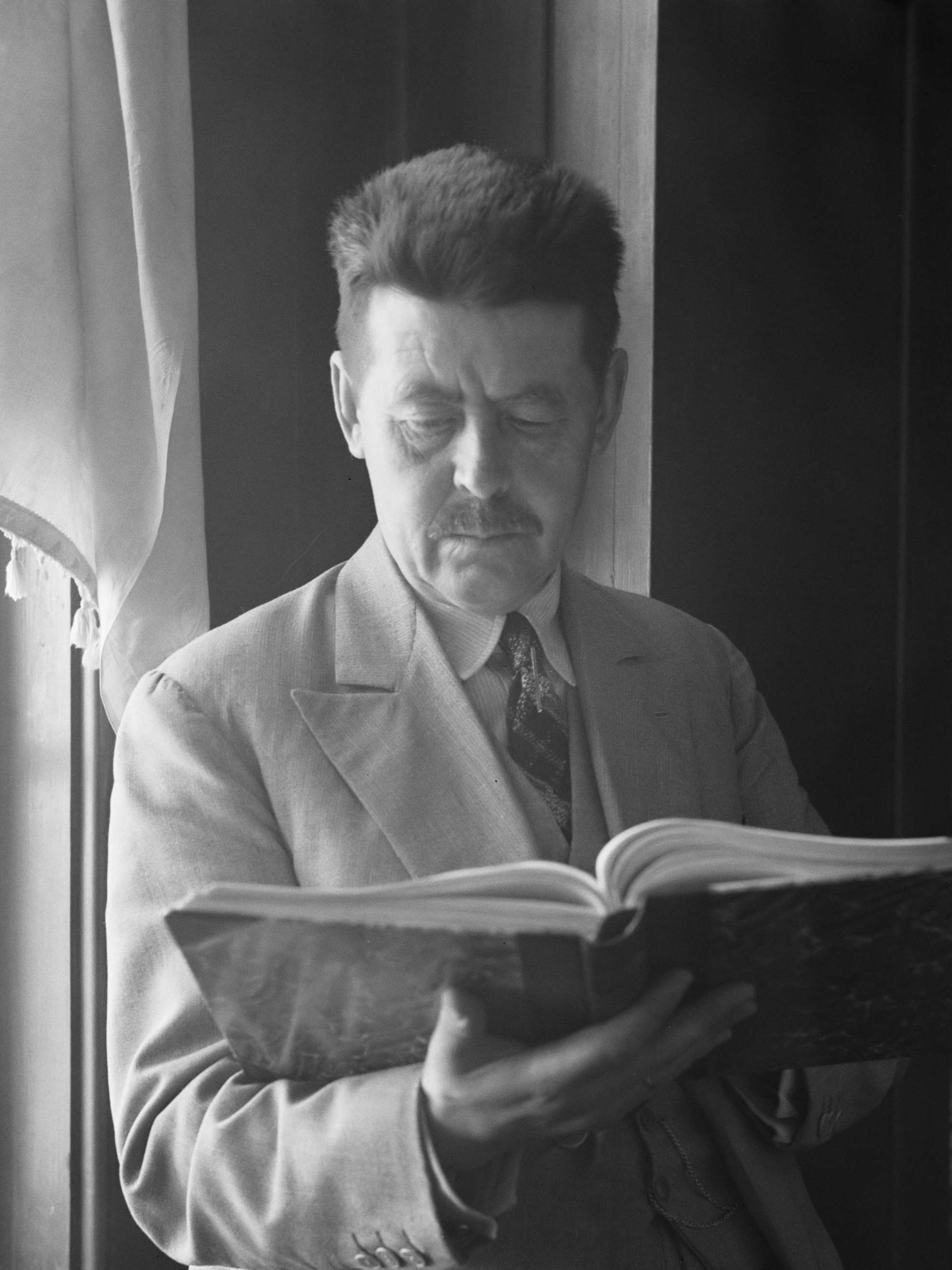
گوموندور فینبوگاسون، یکی از اولین روانشناسان ایسلندی

### جاری
- برایونیلدور دیویدسودیر (اقتصاددان محیط زیست)
- هانس هالمستئین گیسورارسون (دانشمند علوم سیاسی)
- گاسلی پالسون (انسان‌شناس)

### سابق
- ارلندور هارالدسون (دانشمند علوم اجتماعی)
- گونی یوهانسن رئیس‌جمهور ایسلند
- هالدور اسگرامسون (مدرس، ۱۹۷۳–۱۹۷۵)
- اولافور راگنار گریمسون (دانشمند سیاسی، رئیس‌جمهور پیشین ایسلند)

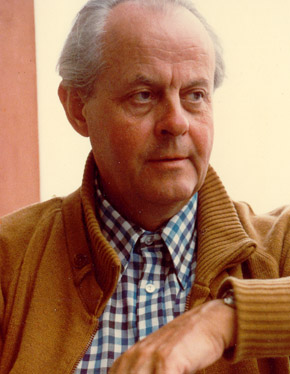
اینار پالسون، نویسنده

## فارغ التحصیلان قابل توجه
- آرتنالتور اینتریذاسون (نویسنده)
- آوسگیر آوسگیرسون (سیاستمدار)
- داو اودسون (سیاستمدار)
- الون هیرست (مجله خبری)
- کوری استفانسون (دانشمند)
- کریستین اشتاینسدوتر (نویسنده)
- مونس شویینگ (بازیگر)
- سیرژین سیگاتسون (تهیه‌کننده فیلم)

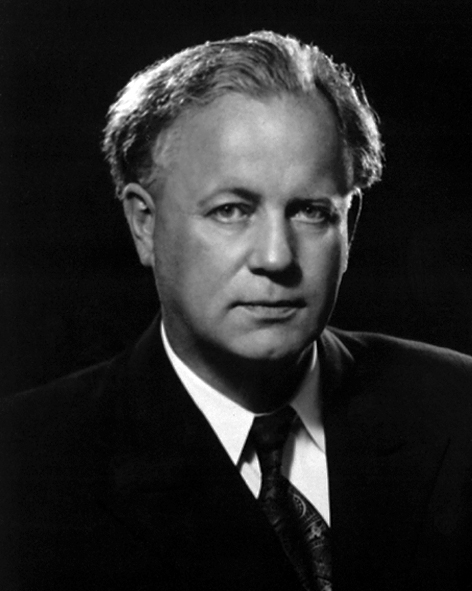
آوسگیر آوسگیرسون، دومین رئیس‌جمهور ایسلند

- استفان جان هافشتین (نویسنده و دولتمرد)
- ثور سیگفوسون (تاجر)